# يوديو (ألافا)
بلدية يوديو (بالإسبانية: Llodio) هي بلدية تقع في مقاطعة ألافا التابعة لإقليم الباسك شمال إسبانيا.

## الديموغرافيا
يبلغ عدد سكان بلدية يوديو 18.494 نسمة عام 2011 (وفقاً للمعهد الوطني للإحصاء الإسباني).
| 19.913 | 19.632 | 19.026 | 18.633 | 18.397 | 18.314 | 18.494 |